# 스크리팔 부녀 음독 사건

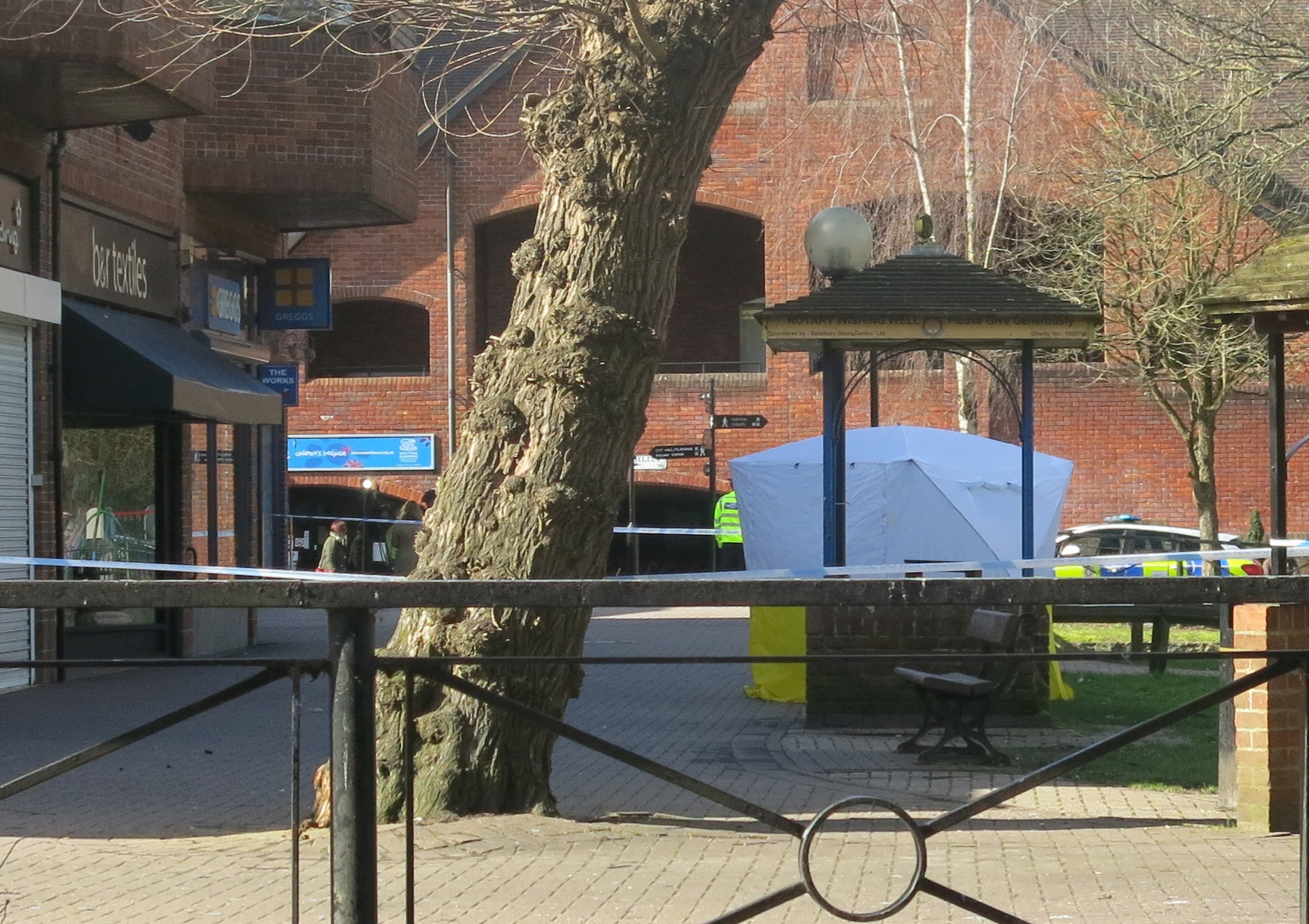
스크리팔 부녀가 의식을 잃은 솔즈베리의 공원

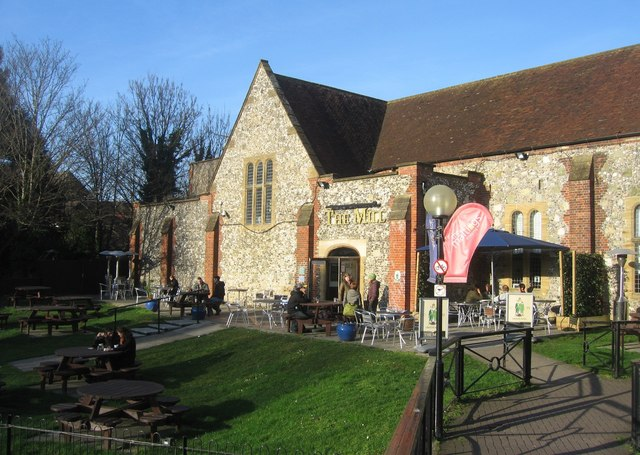
스크리팔 부녀가 음독한 솔즈베리의 술집

스크리팔 부녀 음독 사건은 2018년 3월 4일 영국 솔즈베리에서 발생한 음독 사건이다.

## 역사
2018년 3월 4일 영국 솔즈베리에서 전직 러시아 정찰총국 대령 세르게이 스크리팔과 그의 딸 율리아 스크리팔이 노비촉이란 화학무기로 음독되었다.
영국 정부는 이 독살이 러시아 정찰총국 소행이라고 보고 있다.
노비촉은 러시아 남부 사라토프주 도시 쉬하니에 있는 군사 연구기지에서 제조됐다. 쉬하니 군사 연구기지는 영국국방과학기술연구소(DSTL) 등과 비슷한 역할을 하고 있다. 쉬하니 군사 연구기지에서 지난 10년간 노비촉이 해외에서의 암살에 효과적일지에 관한 테스트가 진행됐으며, 이것이 이번 이중 스파이 암살 시도로 이어졌다.
김정남 암살 사건에 사용된 VX 보다 10배 독성이 강하다는 노비촉은, 모든 신경작용제와 마찬가지로, 즉시 해독제를 맞으면 살 수 있다. 이번 사건에서 러시아는 100g(100 ml)의 노비촉을 사용한 것으로 분석되었다. 연구용이면 5g이면 충분하다. 러시아 정찰총국은 노비촉이 1990년대 초반에 극비리에 개발된 소련의 화학무기이기 때문에, 영국이 노비촉의 해독제가 없다고 판단하여 독살에 사용한 것으로 보이는데, 스크리팔 부녀는 완치되었다. 즉 영국 영국국방과학기술연구소(DSTL)는 노비촉의 샘플과 이에 대한 해독제를 이미 보유 중이었다.
이에 대한 뉴스가 보도되었는데, 독일의 BND가 1990년대에 소련 개발의 신경작용제 노비촉 샘플을 확보했으며 이에 관한 지식을 영국, 미국 등 파트너들에게 전달했다고 한다. 즉, 노비촉 샘플과 해독제를 독일이 영국에 즉시 제공한 것으로 보인다. 노비촉의 중독을 확인하기 위해서는 반드시 노비촉 샘플이 있어야만 가능하다고 한다. 해독제는 짦은 시일만에 만들 수 없으며, 역시 노비촉 샘플이 있어야 장기간 연구해서 해독제를 만들 수 있다.
영국에서 완치된 스크리팔 부녀는 보다 안전한 미국으로 이송되었다.

## 보복 조치
서방 각국은 러시아의 음독에 대해 보복조치를 단행했다.
3월 14일, 영국이 러시아 외교관 23명을 페르소나 논 그라타(기피인물)로 지정해 추방했다. 1주일 시한을 주었다.
3월 17일, 러시아가 영국 외교관 23명을 페르소나 논 그라타(기피인물)로 지정해 맞추방했다. 1주일 시한을 주었다.
3월 22일, 영국 테레사 메이 총리가 벨기에 브뤼셀에서 열리는 유럽연합 정상회의 만찬에서 러시아 공격 행위들의 패턴을 강조하면서 러시아 외교관 추방을 요청했다.
3월 26일, 미국과 유럽연합 14개국 등 15개국이 동시에 러시아 외교관 추방을 발표했다. 미국은 러시아 외교관 60명을 추방하고 시애틀의 러시아 영사관을 폐쇄하도록 명령했다. 독일과 프랑스는 각각 4명씩의 러시아 외교관을 추방했다고 발표했다. 리투아니아와 체코는 각각 3명, 네덜란드는 2명의 러시아 외교관을 추방했다. 덴마크도 2명, 에스토니아와 라트비아는 각각 1명씩을 추방했다.
3월 29일, 러시아는 자국 주재 미국 외교관 60명에 대한 추방을 결정하면서, 제2도시 상트페테르부르크의 미국 총영사관 운영 승인도 철회한다면서 31일까지 공관을 비우라고 통보했다. 모스크바 대사관 소속 58명의 미국 외교관과 예카테린부르크 영사관 소속 미국 외교관 2명이 페르소나 논 그라타(외교적 기피인물)로 지정됐다. 5일까지 러시아를 떠나야 한다.
3월 30일, 러시아는 자국에 주재하던 23개국 외교관 59명에 대한 추방을 결정했다. 이들 외교관에게 해당국 정부가 자국 외교관을 추방한 데 대한 항의문서와 함께 추방당한 외교관과 같은 수의 상대국 외교관을 페르소나 논 그라타(기피인물)로 지정해 추방한다는 방침을 전했다.

## 같이 보기
- 에임즈버리 독극물 사건
- 김정남 암살 사건
- 알렉산드르 리트비넨코 독살